# Hydrolaetare dantasi
Hydrolaetare dantasi es una especie de ránidos de la familia Leptodactylidae.

## Distribución geográfica
Se encuentra en el oeste de Brasil y, quizá, en Perú.

## Estado de conservación
Se encuentra amenazada por la pérdida de su hábitat natural.